# 哈林 (佛羅里達州)
哈林（英語：Harlem）是位於美國佛羅里達州亨德里縣的一個人口普查指定地區。

## 地理
哈林的座標為26°44′08″N 80°57′05″W / 26.73556°N 80.95139°W，而該地最高點為海拔高度6米（即20英尺）。

## 人口
根據2010年美國人口普查的數據，哈林的面積為2.75平方千米，當中陸地面積為2.75平方千米，而水域面積為0.00平方千米。當地共有人口2658人，而人口密度為每平方千米966人。